# Фастело (Витербо)
Фастело (итал. Fastello) је насеље у Италији у округу Витербо, региону Лацио.
Према процени из 2011. у насељу је живело 255 становника. Насеље се налази на надморској висини од 395 м.